# 小林真雪
小林 真雪（こばやし まゆき、昭和52年11月12日‐）は日本の女優。
東京都稲城市出身。ヒラタオフィス新人部 Flash Up所属。

## 来歴
東京都出身だが、幼少の頃から母の実家である福島にて過ごす。
自他共に認めるおじいちゃん子。ブログにもよく登場する。
上京後はグラビアアイドル（芸名不明）を経て、現事務所に所属。
2017年、芸名を雪村真琴に変更し、LilyBrownへ移籍。その後、芸名を真雪へ変更。さらに望月空としても活動。

## 人物
趣味が多く、形から入るタイプ。
フラダンス・キックボクシング・合気道のレッスンをしていた。
歴女であることを認めており、愛犬の「ガラシャ」の名前の由来は細川ガラシャ
歴史にはそんなに詳しくはないが自分の好きな人物のみ詳しい。
2011年には『らき☆すた』で有名な鷲宮にてFM放送のパーソナリティーを務めるなど
アニメやゲームなどにも詳しい。
ミステリー小説が好き。好きな作家は、神永学、湊かなえなど。

## 出演

### テレビドラマ
- 確証〜警視庁捜査3課 最終話（2013年6月24日、TBS） - 川端百合子役
- 闇金ウシジマくんSeason2（2014年1月17日第1話）

### ラジオ
- FMラジオ鷲宮『まゆきのやみなべ』